# Loxoblemmus angulatus
Loxoblemmus angulatus is een rechtvleugelig insect uit de familie krekels (Gryllidae). De wetenschappelijke naam van deze soort is voor het eerst geldig gepubliceerd in 1956 door Bey-Bienko.